# 6-я альпийская дивизия (Италия)
6-я альпийская дивизия «Альпи Грайе» (итал. 6ª Divisione alpina "Alpi Graie") — итальянская дивизия элитных альпийских горнострелковых частей, участвовавшая во Второй мировой войне. Существовала с 1941 по 1943 годы, базировалась в городе Ивреа. Образовалась позже других альпийских дивизий.

## История
Образована 15 ноября 1941 в Западных Альпах между Валле-д'Аоста и Валле-ди-Суза. В декабре 1941 года несла службу в Черногории в 14-м корпусе, воюя против югославских партизан. Участвовала в боях за Црквице и Грахово. В марте 1942 года переведена в Даниловград, где командир дивизии Марио Джиротти принял решение переправить 2-ю и 4-ю группы на борьбу с партизанами. Во время противостояния в Боснии дивизия захватила в плен порядка 3 тысяч партизан.
3-я группа при дивизии участвовала в операции «Антон» по разгрому Движения Сопротивления на юге Франции и аннексии части французских территорий. Командовал дивизией А. Бруццоне. В 1943 году дивизия располагалась в Лигурии, в Специи. 8 сентября 1943 после капитуляции Италии личный состав дивизии отказался разоружаться и, несмотря на начавшиеся нападения немцев, сумел сбежать из окружения и присоединиться к Движению Сопротивления.

## Структура

### 1941
- 3-я альпийская группа «Валле»
  -  Батальон «Валь Пелличе»
  -  Батальон «Валь Точе»
  -  Батальон «Валь Чениския»
  -  Артиллерийская группа «Валь д'Орко»
- 4-я альпийская группа «Валле»
  -  Батальон «Валь Кизоне»
  -  Батальон «Суза»
  -  Батальон «Валь д'Адидже»

### 1942
- 2-я альпийская группа «Валле» (Черногория)
  -  Батальон «Валь Пескара»
  -  Батальон «Валь Леогра»
  -  Артиллерийская группа «Валле Изонцо»
- 3-я альпийская группа «Валле» (Франция)
  -  Батальон «Валь Пелличе»
  -  Батальон «Валь Точе»
  -  Батальон «Валь Чениския»
  -  Артиллерийская группа «Валь д'Орко»
- 4-я альпийская группа «Валле»
  -  Батальон «Валь Кизоне»
  -  Батальон «Суза»
  -  Батальон «Валь д'Адидже»

### 1943
- 3-я альпийская группа «Валле»
  -  Батальон «Валь Пелличе»
  -  Батальон «Валь Фасса»
  -  Батальон «Валь Дора»
- 4-я альпийская группа «Валле»
  -  Батальон «Валь д'Орко»
  -  Батальон «Валь Кизоне»
  -  Батальон «Суза»
- 6-й альпийский артиллерийский полк
  -  Артиллерийская группа «Валь д'Адидже»
  -  Артиллерийская группа «Валь Кизоне»
- 6-й инженерный батальон